# Vladimír Županský
Vladimír Županský, křtěný Vladimír Ladislav (24. září 1869 Rakovník – 20. září 1928 Praha) byl český akademický malíř a grafik.

## Život

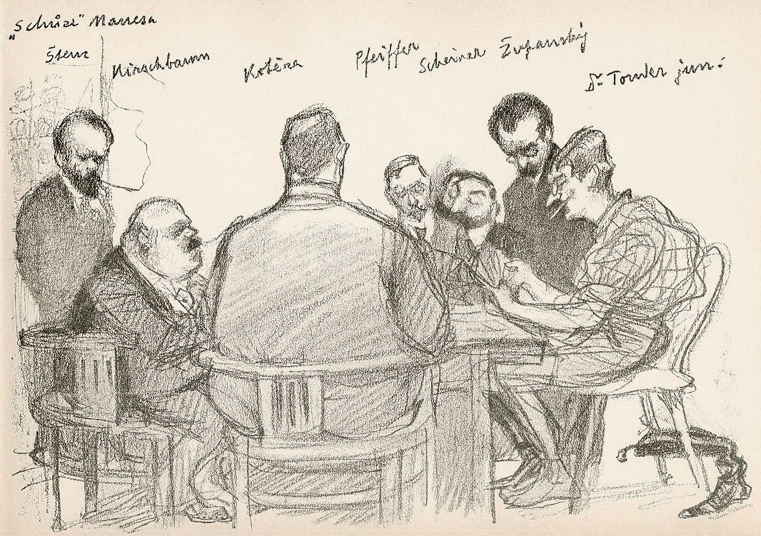
Hugo Boettinger: Schůze spolku Mánes

Vladimír Županský se narodil 24. září 1869 v Rakovníku do rodiny správního rady Guslava Županského. Kolem roku 1874 se rodina Županských přestěhovala do Prahy. Obecnou školu navštěvoval u piaristů v Panské ulici, kde se setkal s pozdějším malířem Arnoštem Hofbauerem. Studoval na malířské akademii ve Vídni a dále na Akademii výtvarných umění v Praze u prof. Maxmiliána Pirnera (1887–1888) a po dlouhém přerušení u prof. Vojtěcha Hynaise (1896–1897).
V letech 1896–1928 byl členem Spolku výtvarných umělců Mánes a redakce časopisu Volné směry. V letech 1903–1905 vedl s Antonínem Slavíčkem a Ladislavem Šalounem vlastní malířskou školu ve svém ateliéru v Resslově ulici, která se však po dvou letech rozpadla. Dle K. V. Heraina (1929) po roce 1911 postupně ustává jeho tvůrčí aktivita a žije osamocen. V letech 1913–1919 převážně pobýval ve Vídni, kde se neúspěšně soudil o dědictví po otci. Během I. sv. války trpěl blíže neurčenou těžkou chorobou, "jejíž následky Ž. dokonale ochromily v uměl. činnosti" (Volné směry 1928/29). Zemřel v r. 1928 v Praze v městském chudobinci. 
J. R. Marek (1928) v nekrologu o jeho životě píše: "Zdá se, že na jeho životě ležela jakási nepříznivá sudba". Tato sudba se naplnila i posmrtně v r. 1950, a to zničením jeho nejslavnějšího díla - opony Vinohradského divadla, kterou známe již pouze z černobílé fotografie.

## Dílo
Věnoval se knižní grafice a navrhoval obálky (např. pro knihu F. X. Šaldy Boje o zítřek). Županský se často zúčastňoval rozličných domácích i zahraničních soutěží, navrhoval plakáty, knižní obálky, losy a různé jiné tiskoviny, ve kterých mohl uplatnit vytříbené grafické zpracování. Jeho malířské dílo spojuje prvky novoromantického akademismu s moderními dekorativními prvky secesního umění.
Vladimír Županský nejzávažnější práce vytvořil v užité grafice, zejména se zaměřil na tvorbu knižních obálek a plakátů. Byl autorem  většiny plakátů a úprav katalogů pro členské výstavy SVU Mánes. Navrhl mimo jiné plakát pro Rodinovu výstavu v Praze (1902) a dále i plakát na posmrtnou výstavu Antonína Slavíčka (1910). Dle K. V. Heraina mezi lety 1900 až 1910 bylo realizováno 8 jeho plakátů.
V r. 1904 nejdříve obsadil III. místo v soutěži na oponu pro Smetanův dům v Litomyšli. Následně realizoval oponu s námětem písně Jelen z Rukopisu královédvorského pro „Hankův dům“ ve Dvoře Králové. V r. 1905 dosáhl v anonymní soutěži na oponu městského divadla na Král. Vinohradech první ceny. Získal honorář 10 000 K a opona měla být dokončena v r. 1907. Po opakovaných technických problémech oponu dokončil v r. 1909. Dle F. X. Harlase (Ottův slovník naučný) "Jemná barvitost, kresba prociselovaná, připomínající japonské umění, k němuž poukazuje také arrangement čili komposice jeho dekorací, dodávají pracím Županského delikatessy a zvláštního křehkého kouzla." Tato opona však byla v rámci komunistické "kulturní revoluce" v r. 1950 sňata a její osud není znám (údajně deponována v Městském muzeu).
Z knižní grafiky stojí za zmínku grafická úprava zejména Šaldovy "Boje o zítřek" v edici "Dráhy a cíle".

### Zastoupení ve sbírkách
- Národní galerie v Praze (Stojící ženský akt, 1895, odkaz Josefa Hlávky[7])
- Uměleckoprůmyslové muzeum v Praze
- Památník národního písemnictví

## Galerie

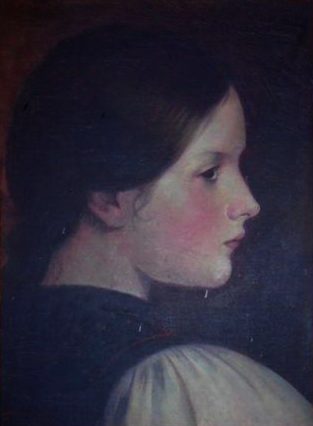
Vladimír Županský Mladá dívka z profilu (1890)
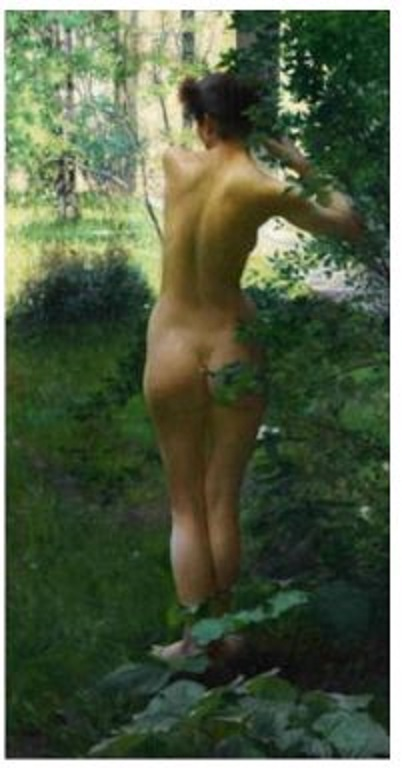
Vladimír Županský Stojící ženský akt (1895)
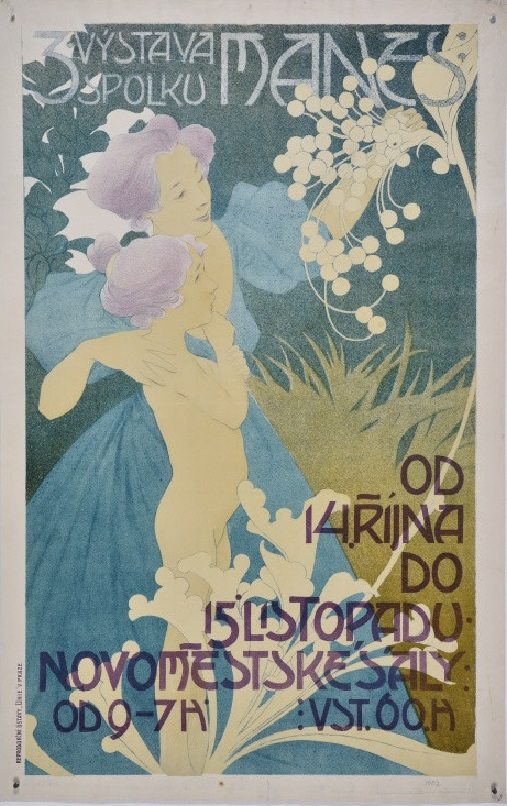
Vladimír Županský Plakát III. výstava spolku Mánes (1900)
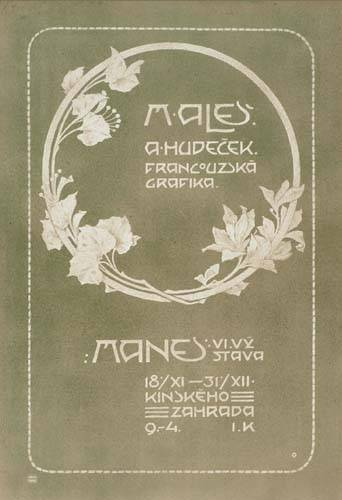
Vladimír Županský Plakát VI. výstava spolku Mánes (1902)
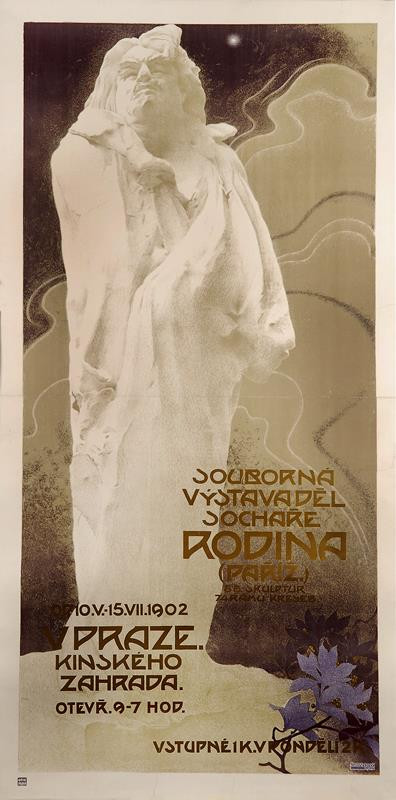
Vladimír Županský Plakát Výstava sochaře Augusta Rodina (1902)
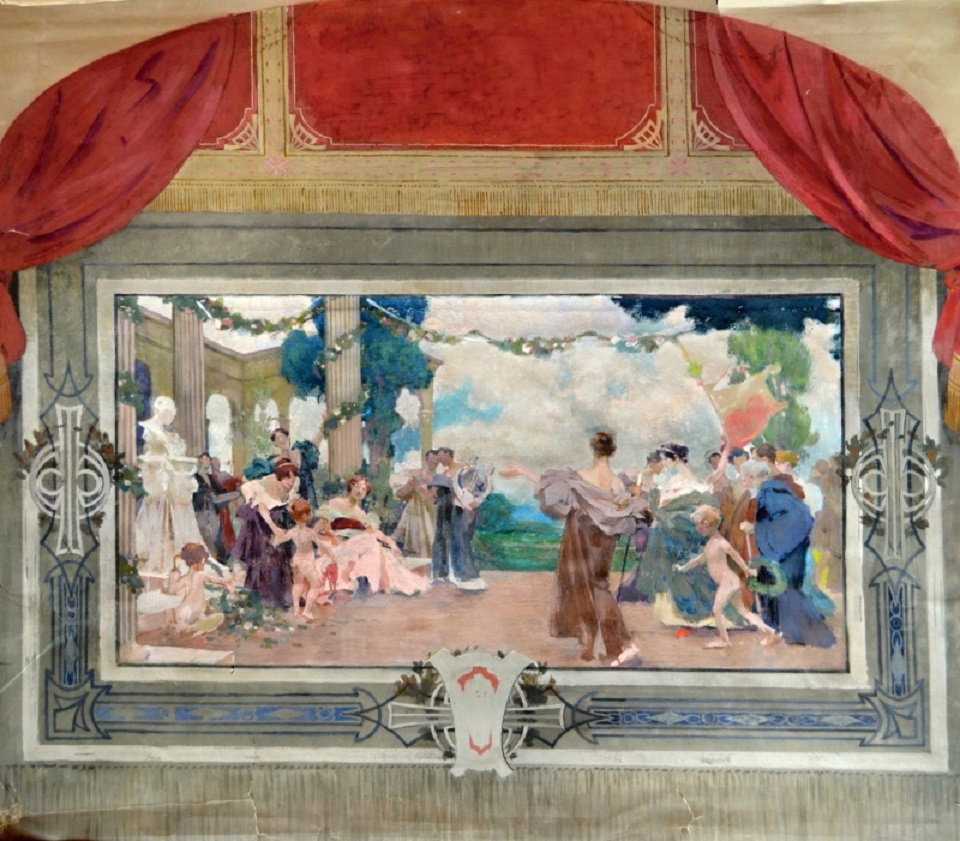
Vladimír Županský Návrh na oponu pro Litomyšl (1904)
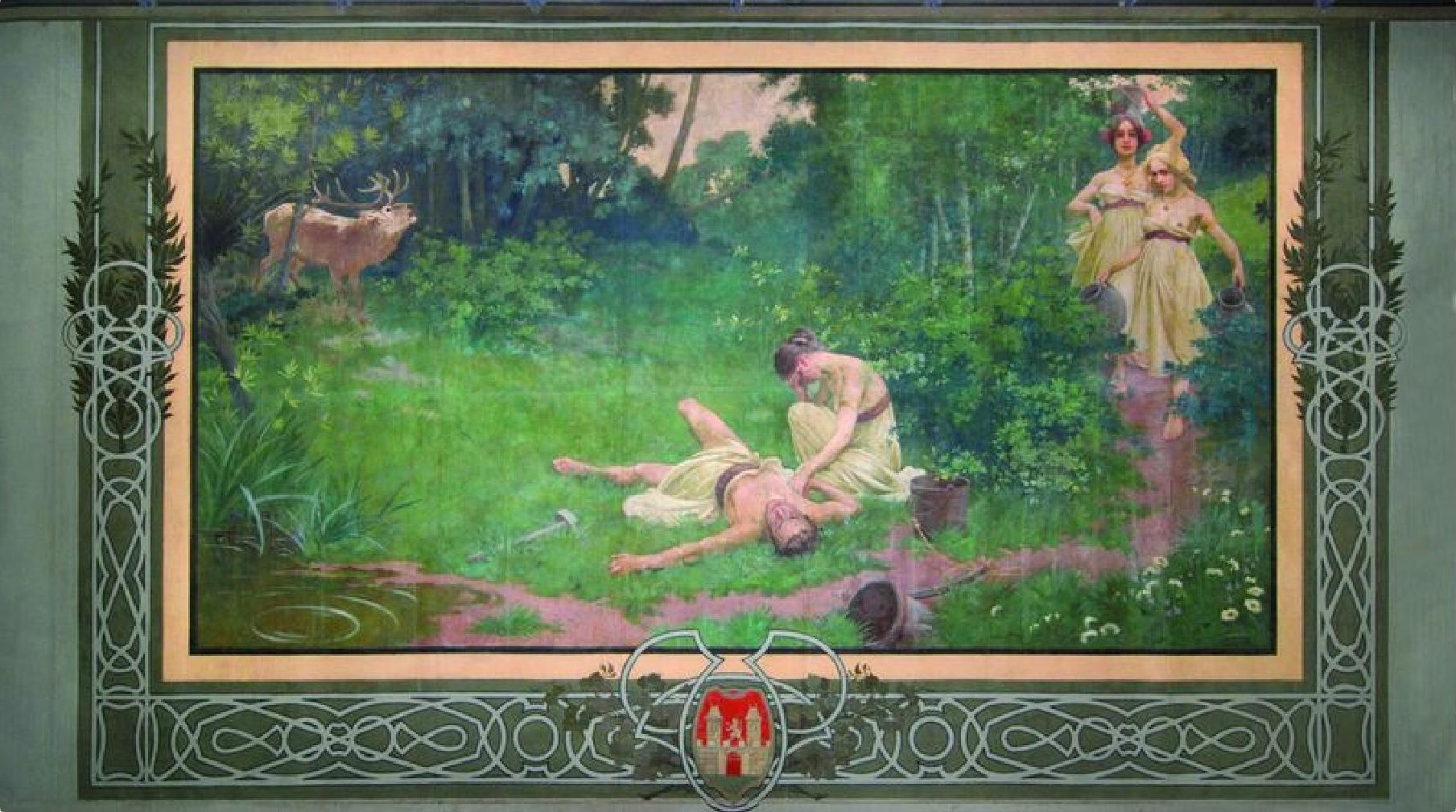
Vladimír Županský Opona na motivy básně Jelen z Rukopisu královédvorského (1904)
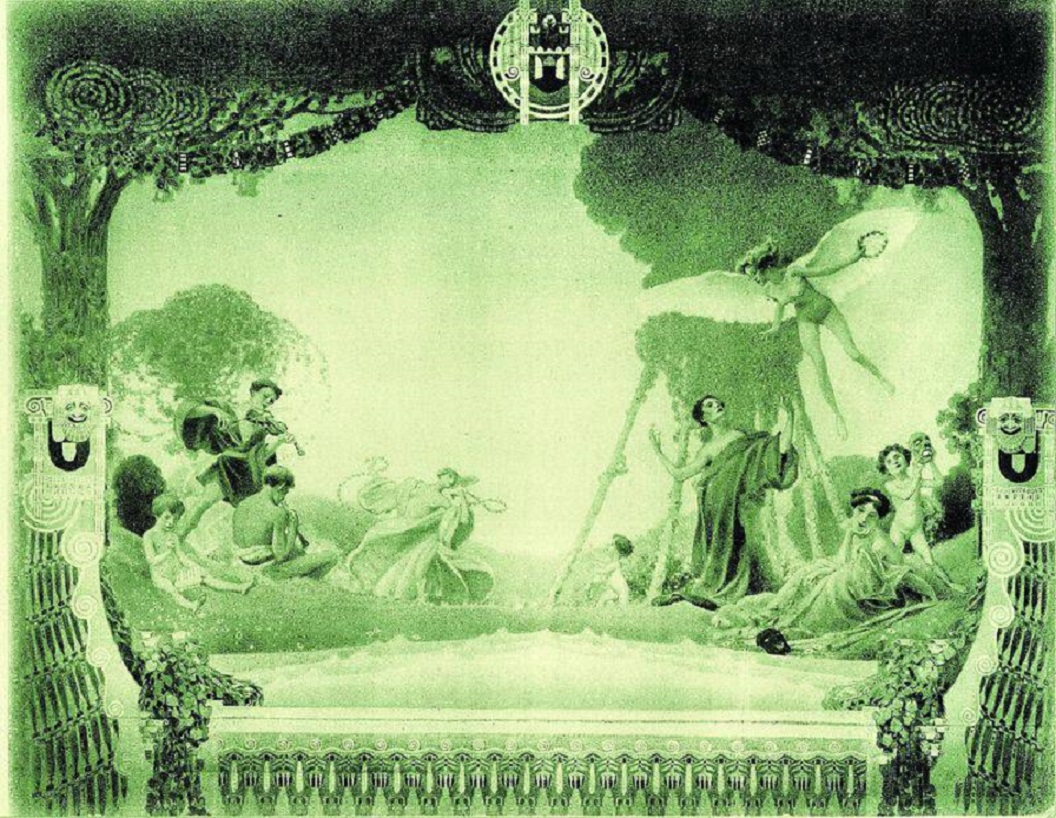
Vladimír Županský Opona Divadlo na Vinohradech (ztracená)